# Nieuwe Veenmolen
Nieuwe Veenmolen of Boschmolen is een poldermolen van het type grondzeiler in Den Haag, Bezuidenhout. De molen uit 1654 ligt naast de spoorlijn Den Haag - Leiden en bemaalde oorspronkelijk de Veen- en Binckhorstpolder samen met de oudere molen De Vlieger in Voorburg. De molen die oorspronkelijk als binnenkruier is gebouwd, is uitgerust met een ijzeren scheprad. 

## Geschiedenis

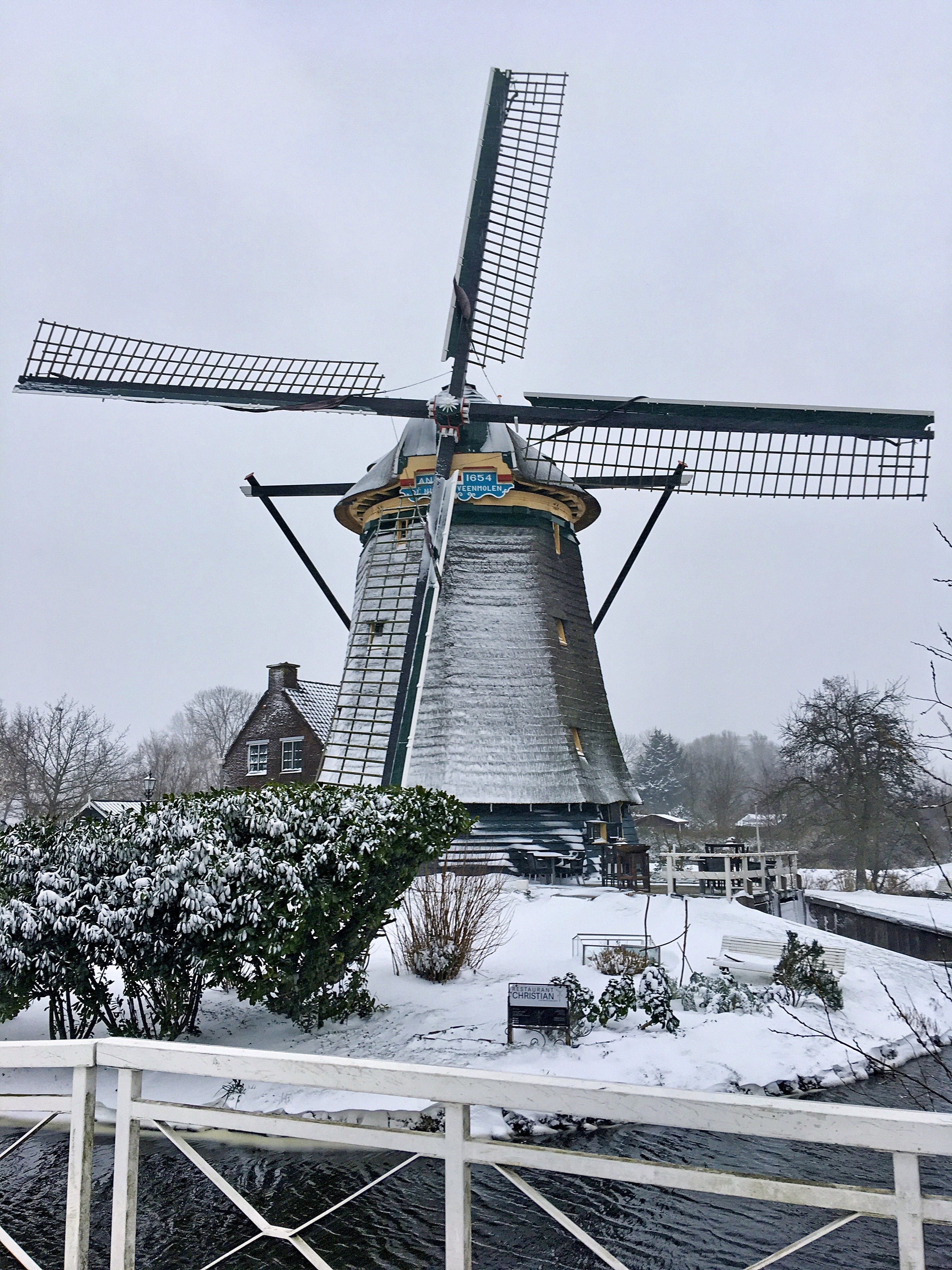
Nieuwe Veenmolen in winters tafereel, januari 2021. Op de voorgrond waterloop de Schenk.

### De eerste poldermolen
In de middeleeuwen heette de latere Nieuwe Veenpolder nog het Heerenveen, waar door turfstekers de turf uit het veen werd gewonnen voor hun heer, de graaf van Holland. Vandaar ook de toenmalige naam van dit gebied. Tussen het Haagambacht en Voorburg werd in 1403 een afscheiding gegraven, een wetering genaamd de Schenk. Dit was de eerste aanzet naar de vorming van een polder. Het Hoogheemraadschap van Delfland besloot in 1442 tot de aanleg van veenkaden en twee houten sluizen, ter bescherming van de turfgronden van de graaf. In 1446 kreeg het Heerenveen zijn eerste poldermolen, waarmee de nieuwe polder een feit was. Deze eerste molen, de Boontjesmolen, bleek echter in de loop der eeuwen niet voldoende op zijn taak berekend. Toen de turfwinning werd beëindigd, was het landoppervlak door de vervening lager komen te liggen, hetgeen problemen opleverde voor de nieuwe bewerkers van het land, de boeren.

### Noodzaak van een nieuwe molen
Totdat in de zeventiende eeuw de bouw van een nieuwe molen werd gerealiseerd, stond de Nieuwe Veenpolder jaarlijks van november tot mei onder water. Daardoor was het land slechts beperkt geschikt voor landbouw. Toen de polder een keer in de winter niet onder water kwam te staan, bleek goed wat het gunstige effect daarvan was voor de landbouw. Het hoogheemraadschap gaf in 1626 toestemming voor de bouw van een nieuwe molen. De totstandkoming ervan had echter nogal wat voeten in de aarde. De kleine gemeenschap in de polder hoefde bijvoorbeeld niet te rekenen op actieve steun vanuit het hoogheemraadschap of van de molenmeesters, voor een initiatief om de polder beter te laten bemalen. Daarvoor waren de kosten te hoog in vergelijking met de directe opbrengst uit belastingen. Uiteindelijk was het een groep van belanghebbenden die zich sterk ging maken voor de komst van een nieuwe poldermolen. Daarbij zouden zij ook lokale notabelen moeten overtuigen, die in de omgeving hun buitenplaatsen bezaten. Zij wilden niet aan de ontwikkeling meebetalen of er landschappelijke ingrepen voor moeten treffen.

### Komst nieuwe molen
Een van hen, de jurist Jan Uytenhage de Mist, agiteerde in een publicatie openlijk tegen 'de instanties' (lees: het Hoogheemraadschap van Delfland), die het initiatief niet op voorhand hadden afgewezen en hem in zijn vrijheden zouden willen beknotten. Uiteindelijk haalde hij bakzeil. Ook Johan van Nes, eigenaar van Buitenplaats De Loo, maakte bezwaar tegen het plan voor een molen. Hij was voorstander van het plan voor bemaling door een molen, ook zijn landen hadden te maken met wateroverlast, maar had problemen met de keuze van de locatie. De nieuwe molen zou vlak bij de Loolaan komen te staan. Van Nes kon er nog wel mee leven dat hij zijn eendenkooi zou moeten verwijderen, maar was vooral bang dat de hoge bomen langs de Loolaan zouden moeten worden gekapt in verband met de noodzakelijke windvangst van de molen. Daarom verzocht hij om een andere locatie te zoeken, dan wel om voor eeuwig vast te leggen dat langs de Loolaan hoge bomen mochten staan, zonder dat op de aanwezigheid van de molen een beroep mocht worden gedaan, om toestemming voor hun kap gedaan te krijgen. Dit laatste kreeg hij voor elkaar en de molen zou in 1654 verrijzen op de beoogde locatie, waar hij nog altijd staat.

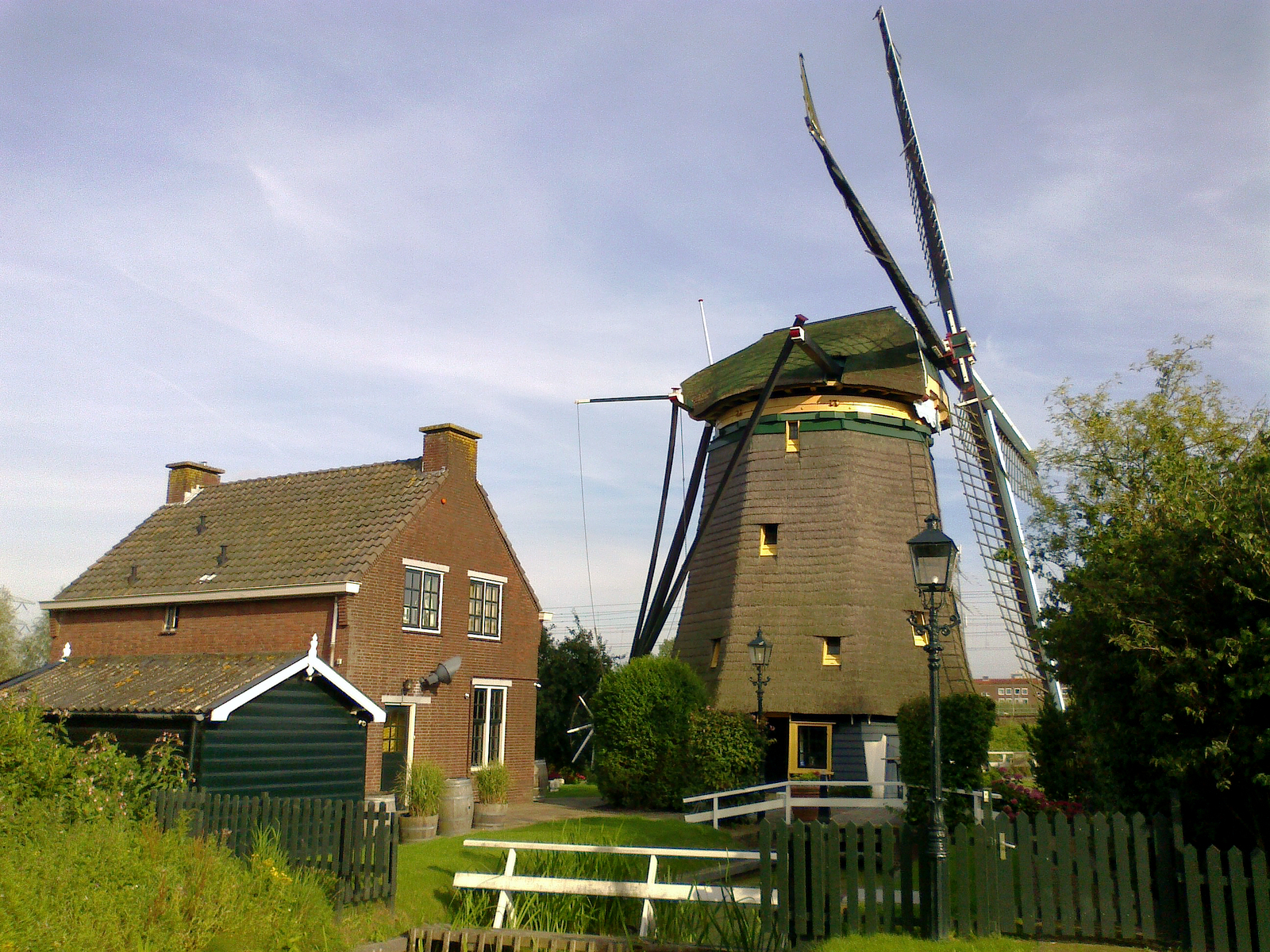
Nieuwe Veenmolen en voormalige molenaarswoning

### Dreigende ondergang en nieuwe toekomst
Toen de molen zijn functie verloor door de komst van moderne gemalen, werd hij in zijn voortbestaan bedreigd, mede omdat niemand de hoge onderhoudskosten wilde opbrengen. Na jarenlange leegstand werd de molen aangekocht door leden van het  Nederlands Instituut van Aannemers Grootbedrijf, die daartoe de Stichting Nieuwe Veenmolen oprichtten. De stichting liet daarop de molen restaureren door dr.ir. G.A.C. Blok, hetgeen in 1953 werd voltooid. Blok had eerder het Huis van Pauw aan de Korte Vijverberg gerestaureerd. De Nieuwe Veenmolen was toen reeds haar landelijke karakter kwijtgeraakt, door de aanleg van nieuwe woonwijken: in de eerste helft van de twintigste eeuw het Bezuidenhout en Voorburg-West; na de Tweede Wereldoorlog de wijk Mariahoeve. Door het wegvallen van het vlakke landschap vangt de molen dan ook relatief weinig wind.
De molen is niet te bezoeken; er worden uitsluitend privédiners en recepties georganiseerd, onder andere voor de (Rijks)overheid. Die benut de cultuurhistorische waarde van de locatie voor ontvangsten van buitenlandse gasten.